# Erinye
Erinyer (græsk: Ἐρῑνύες "de mørke") var i græsk mytologi de arrige, hævnlystne jordgudinder, der tog grusom hævn på mennesker, hvis de begik uret eller svor falsk ed.
En besværgelse i Iliaden tiltaler dem som "Erinyer, som under jorden hævner sig på dem, der svor en falsk ed".
De var ældre end de olympiske guder og boede i underverdenen Erebos. De piskede deres ofre, der led en smertefuld død. De kunne også slå offeret med vanvid. Deres antal varierede; den romerske digter Vergil beskrev tre af dem med navne i sit epos Æneiden:
- Alekto ("uophørlig, aldrig hvilende"),
- Megære ("jaloux vrede"),
- Tisifone eller Tilfousia ("hævngerrig ødelæggelse").

De havde vinger og afbildes ofte med slange-hår og helt omviklet af slanger. Forfattere beskrev dem med hundehoveder, flagermusvinger og udspilede øjne. Hesiod mente, at de blev skabt af Uranos' bloddråber, da han blev kastreret af Kronos, mens ældre myter opgav deres mor som nattens gudinde Nyx, eller deres forældre som jordgudinden Gaia i forening med luftguden Æter.
I Orestien vækkes de af Klytaimnestra for at jage og dræbe Orestes, der myrdede sin egen mor for at have dræbt hans far Agamemnon. Orestes undslap dem dog takket være gudinden Athenes indgriben, og erynierne blev arrige. Athene beroligede dem ved at tilbyde dem at blive byens Athens beskyttere, så de i stedet for at udøve blodig hævn, kunne udøve retfærdighed. Hun ændrede også deres navn til eumeniderne (= de venlige). Athene bestemte også, at fra da af skulle alle forbrydelser for en domstol i stedet for at overlades til blodhævn.
I romersk mytologi svarer de til dirae'rne og furierne. Den romerske digter Marius Servius Honoratus skrev, at de kaldes eumenider i helvede, furier på Jorden, og dirae i himmelen.